# The Russian Review
The Russian Review (с англ. — «Русское обозрение») — ежеквартальный мультидисциплинарный научный журнал, посвящённый истории, литературе, культуре, искусству, кино, обществу и политике России (Российской империи, СССР и Российской Федерации). Был создан в 1941 году в США группой русских эмигрантов изначально как научно-популярный журнал.

## Предыстория и подготовка к изданию
В конце 1930-х годов в США на собраниях в Американской исторической ассоциации (AHA), Совете научных обществ (ACLS), а также в русской эмигрантской среде обсуждалась необходимость в издании специального журнала, посвящённого России. В итоге группа русских эмигрантов, в числе которых — преподаватель русской истории и литературы в Гарвардском университете М. М. Карпович, профессор русской истории и литературы в Дартмутском колледже Д. С. Мореншильд, доцент Пенсильванского университета Д. Н. Федотов-Уайт, историк А. Г. Тарсаидзе и учредитель Русского студенческого фонда в Нью-Йорке А. Р. Вирен, инициировала создание научного журнала о России, чтобы «представить широкую панораму русской жизни, истории, политики, экономики и культуры».
Так как журнал должен был предназначаться в первую очередь для американского читателя, его решили издавать на английском языке, а чтобы не возникало сомнений в научной объективности, главным редактором решили избрать американского специалиста. Им стал уже известный к тому времени эксперт по российским и советским вопросам журналист и историк У. Г. Чемберлин, который ранее тринадцать лет (1922—1934) работал в СССР в качестве корреспондента газеты «Christian Science Monitor». Заместителем главного редактора был избран Карпович, должность ответственного редактора занял Мореншильд, а секретарём редакции стал Тарсаидзе.
Несмотря на свои крайне критические взгляды на советскую политику и господствующий в СССР режим, Чемберлин намерен был придерживаться научной объективности. Так, приглашённый сотрудничать с журналом специалист в области советской литературы и театра профессор Г. У. Л. Дана в своём письме Мореншильду выражал обеспокоенность тем, что главным редактором будет Чемберлин, «известный своей антисоветской позицией», которая «может сыграть на руку нацистам». Однако через месяц, оценив объективный редакторский подход Чемберлина, Дана в другом письме уже высказывается о нём с симпатией.
На первых же порах организаторы издания столкнулись со сложностями его финансирования, поиском подписчиков и привлечения потенциальных высококвалифицированных авторов. Первой и наиболее важной проблемой для издания являлся поиск источников финансирования. Корпорация Карнеги в Нью-Йорке, банкир Т. У. Ламонт, правительство США и многие другие, на кого рассчитывали издатели, по тем или иным причинам не стали финансировать издание. Руководитель социологического факультета в Гарвардском университете П. А. Сорокин в письме Д. С. Мореншильду назвал «новый русский журнал» в условиях военного времени «непозволительной роскошью». Профессор экономической истории и экономики Колумбийского университета В. Г. Симхович прокомментировал ситуацию — «сейчас каждый может сказать, что то́ немногое, что у него было, он уже отдал в фонд обороны». Тем не менее, финансовую поддержку изданию оказали Русский студенческий фонд в Нью-Йорке (500 долларов из необходимых 3000), Вассарский колледж (200 долларов) и бывший посол Временного правительства России в США Б. А. Бахметев (150 долларов).
Другой проблемой оказался поиск подписчиков. Даже при условии строгой экономии (без расходов на выплату авторских гонораров, оплаты труда редакторов), для годового издания требовалось 3000 долларов. Исходя из того, что годовая подписка стоила 3 доллара, для самоокупаемости издания необходимо было набрать 1000 подписчиков. Однако к апрелю 1941 года удалось набрать лишь десятую их часть. В то же время Принстонский, Пенсильванский, Колумбийский и другие университеты, в которые обращались издатели с просьбой разрешить им печатать журнал в их университетской типографии, ответили отказом.
Острый вопрос стоял и с привлечением к сотрудничеству квалифицированных специалистов по России. Многие из них отказывались написать для журнала статью или войти в его редакционный совет из-за чрезмерной занятости. Несмотря на то, что во всех анонсах журнала подчеркивалось, что он должен стать «не очередным партийным журналом русской эмиграции, а американским журналом, призванным предоставить американскому читателю достоверные сведения о России», были и те, кто отказывался сотрудничать с журналом по политическим мотивам. Одних не устраивало то, что на посту главного редактора был «антикоммунист» Чемберлин, других — присутствие в редакционной коллегии «коммунистов».
Вскоре и в самом редакционном совете начались серьёзные разногласия. Чемберлин намеревался поместить в первом номере журнала статью о советской налоговой политике профессора Северо-Западного университета в Чикаго П. П. Гензеля, который ранее в нью-йоркской газете «Россия» осуждал американскую помощь СССР и выражал надежду на победу Германии. Несмотря на то, что Чемберлин согласился поместить статью не в первый, а во второй номер журнала, из редакции в знак протеста ушёл сотрудник Библиотеки Конгресса С. О. Якобсон, который отвечал за библиографический отдел журнала.
Следом образовались принципиальные разногласия между Федотовым-Уайтом и Мореншильдом по поводу программы журнала. Первый настаивал на создании серьёзного академического издания, соответствующего международным научным стандартам и с преобладанием профессиональных авторов. Второй же планировал издавать научно-популярный журнал, предназначенный для максимально широкого круга читателей. В конечном итоге после того как Мореншильд посоветовал Федотову-Уайту повременить с публикацией его статьи о Красной армии, ввиду того, что в то время германские войска вели наступление, стремительно продвигаясь в глубь советской территории, и исход той войны был под вопросом, последний крайне возмутился предположением о возможной победе Германии над СССР и в сентябре 1941 года покинул редакцию «The Russian Review», заявив при этом, что он отказывается сотрудничать с журналом до тех пор, пока он не станет подлинно научным.

## История журнала
Первый выпуск «The Russian Review» вышел в ноябре 1941 года. Изначально его планировали издавать 4 раза в год, но в связи с материальными сложностями, а также ввиду нехватки статей профессиональных авторов, журнал выходил 2 раза в год и носил научно-популярный характер. Объём журнала был меньше запланированного и бо́льшую часть его авторов были эмигранты. Периодически в журнале публиковались переводы стихов, а в первые послевоенные годы и прозы. В каждом номере помещался библиографический обзор, который, постепенно расширяясь, впоследствии занимал около половины выпуска.
На первых порах редакторы «The Russian Review», стараясь придерживаться объективности, сохраняли политический нейтралитет и не пропускали статьи откровенно пропагандистского характера, как с просоветскими, так и с антисоветскими взглядами. По заявлению главного редактора У. Г. Чемберлина, — целью журнала являлось «представить беспристрастную интерпретацию русской истории, цивилизации и культуры». В то же время в журнал с охотой принимались статьи, отражающие положительные общественные или культурные события в СССР, такие как нормализация государственно-церковных отношений в СССР, успехи советского театра и т. п. Между тем Чемберлина на страницах журнала начал всё более проявлять антисоветские взгляды, что усиливало как внешнюю критику, так и разногласия между редакторами. Так в 1946 году британский историк Б. Пэрс подверг Чемберлина резкой критике в связи с его «постоянными антисоветскими заявлениями» и «предъявлением Советскому Союзу самых страшных обвинений, какие только можно себе представить». Чемберлин в свою очередь, заявив в ответ, что «американцы не должны оставаться слепоглухонемыми в отношении агрессивных аспектов советской внешней политики, особенно когда советские официальные лица и средства массовой информации постоянно извращают мотивы и действия США», ушёл с поста главного редактора. Однако несмотря на это, Чемберлин в дальнейшем оставался быть постоянным автором журнала.
В 1947 году пост главного редактора «The Russian Review» занял М. М. Карпович, а в 1949 году его сменил Д. С. Мореншильд, который выполнял основную часть работы по изданию журнала с начала его основания. С того же года «The Russian Review» стал выходить уже 4 раза в год. Его объём увеличился в два раза и существенно возросло число книжных рецензий. С начала 1950-х годов в журнале также отчётливо стала выделяться антисоветская политическая направленность. В журнале писалось — «Целью журнала является разъяснение истинных надежд и чаяний русского народа, несовместимых с идеями советского коммунизма, а также широкое распространение знаний о русской культуре, истории и цивилизации». Дальнейшему развитию журнала способствовало то, что в США с 1950—1960-х годов стремительно стали развиваться такие научные дисциплины как русистика и советология. К 1970-м годам появилось большое число учёных по данным направлениям, которые стремились опубликовать в «The Russian Review» свои лучшие и значимые работы. В журнале также появились исследования и по таким новым научным направлениям как социальная история, советская литература, гендерные исследования и др.
В 1967 году Мореншильд переехал работать в Стэнфордский университет, который выделил для редакции журнала помещение и ставку секретаря. В дальнейшем университет также обеспечивал редакцию журнала телефонной связью, предоставлял библиотечные ресурсы и спонсировал издание. В 1973 году Мореншильд вышел на пенсию и сложил с себя должность главного редактора журнала.
В 1974 году главным редактором «The Russian Review» стал профессор Стэнфордского университета Т. Эммонс. При нём, по определению профессора Сиракузского университета Д. Филда, — «антисоветское направление», вызванное эпохой холодной войны, было заменено «новым курсом» и журнал стал «по-настоящему научным». Политические проблемы в нём стали рассматриваться объективно. Также в журнале значительное место стали занимать статьи на историческую тему, написанные профессиональными учёными.
В 1982 году Стэнфордский университет прекратил финансирование «The Russian Review» и его издательский офис переехал в Кеймбридж штата Огайо. Январский номер журнала за 1983 год был уже подготовлен к изданию Русским исследовательским центром Гарвардского университета с широким внедрением в издательский процесс компьютерных технологий, а его главным редактором стал профессор Сиракузского университета Д. Филд. При нём в журнале стали публиковаться материалы круглых столов по наиболее дискуссионным вопросам российской и советской истории. Одной из наиболее важных из них была дискуссия 1986—1987 годов о сущности сталинского режима. Когда с середины 1980 годов американские учёные получили свободный доступ к советским архивам и началось их тесное сотрудничество с советскими/российскими учёными, чьи работы также стали публиковаться на страницах «The Russian Review», журнал начал отражать не только устоявшиеся взгляды в американской научной среде, но и мнение учёных из других стран. При этом большинство авторов «The Russian Review» критически стали относиться к ранним работам по истории России американских учёных времён холодной войны как к чужим, так и к своим собственным.
В 1991 году пост главного редактора «The Russian Review» занял профессор истории Университета штата Огайо А. К. Уайлдман. С его приходом журнал предстал в новом формате — увеличился его объём, появилось больше материала, глянцевая иллюстрированная обложка и отражение хронологических изменений после распада СССР. В то же время уменьшилось количество исторических статей, уступив место русской и советской культуре в постмодернистском направлении, преимущественно литературе. Сам Уайлдман изъявлял желание видеть журнал как «форум, где могут быть представлены наши лучшие научные достижения».
После смерти в 1996 году Уайлдмана попечители «The Russian Review» Р. Т. Фишер, Н. В. Рязановский, Т. Эммонс, Э. Л. Кинан и Д. Филда организовали встречу, чтобы обсудить вопрос о будущем журнала. В соответствии с волей покойного Уайлдмэна они, по принципу преемственности руководства журналом, решили передать пост главного редактора журнала ассистент-профессору кафедры истории Университета штата Огайо Е. Левин, которая до этого в течение 8 лет (1988—1996) являлась помощником Уайлдмэна. Она продолжила в том же направлении, что и её предшественник. В 2003 году Левин стала профессором кафедры истории Канзасского университета в Лоренсе. В том же году в тот университет перебралась и редакция журнала.
В 2020 году Левин ушла на пенсию и редактором «The Russian Review» стал бывший её помощник ассистент-профессор Калифорнийского университета в Беркли Э. Р. Скотт.